# Xã Miner, Quận Miner, Nam Dakota
Xã Miner (tiếng Anh: Miner Township) là một xã thuộc quận Miner, tiểu bang Nam Dakota, Hoa Kỳ. Năm 2010, dân số của xã này là 35 người.